# Manuel Costas Arce
Manuel Costas Arce (Puno, 1820 -  Arequipa, 1883) fue un político peruano. Fue Ministro de Gobierno y Presidente del Consejo de Ministros de agosto a octubre de 1864, durante la crisis con España. Miembro del Partido Civil, acompañó al presidente Manuel Pardo como primer vicepresidente de la República y en tal calidad ejerció la presidencia interina del Perú de noviembre de 1874 a enero de 1875, por ausencia del presidente, ocupado en la debelación de una insurrección en el sur del país encabezada por Nicolás de Piérola.

## Biografía
Hijo de Juan Manuel Costas Gauna y de Martina Arce, nieto paterno de Francisco Manuel Costas Parcero de Lira y de María Ignacia Ruiz de Gauna Pedrosa. Su padre, salteño,  había fijado su domicilio en Puno por motivos políticos y luego en Abancay (entonces en el departamento del Cuzco). Estudió en Arequipa, consagrándose luego a la agricultura y al comercio en su provincia natal, labrándose una buena posición económica. Su estudios secundarios los realizó en el Colegio de Ciencias y Artes de Puno.
Durante la revolución constitucional de 1843-1844 fue nombrado subprefecto de Chucuito, cargo que ejerció durante varios años. Tiempo después se sumó en Puno a la revolución liberal de 1854 encabezada por el mariscal Ramón Castilla contra el gobierno del general José Rufino Echenique.
Como candidato a la segunda vicepresidencia de la República, apoyó la candidatura a la presidencia del doctor Juan Manuel del Mar, fórmula civil que enfrentó a la encabezada por el mariscal Miguel de San Román, que a la postre resultó triunfador en las elecciones de 1862.
Durante el conflicto provocado por la ocupación española de las islas Chincha en 1864, el gobierno del general Juan Antonio Pezet lo nombró Ministro de Gobierno y Presidente del Consejo de Ministros, debido a la influencia que tenía sobre los parlamentarios de los departamentos del sur, lo que hipotéticamente podría contribuir a que el gobierno lograra un entendimiento con el Congreso. Ejerció dicha función del 11 de agosto al 16 de octubre de 1864, y su gabinete estuvo integrado por Julián de Zaracondegui (Hacienda); el general Isidro Frisancho (Guerra); José Simeón Tejeda (Justicia) y Toribio Pacheco (Relaciones Exteriores). Se esperaba de él una política belicista frente a España, tal como lo reclamaba la opinión pública, a tal punto que se escuchaba constantemente en las plazas y calles: «¡A las islas!, ¡A las islas! ». En el parlamento, dicha posición maximalista estaba encabezada por el mariscal Castilla. Pero Costas asumió una política moderada y mantuvo las negociaciones para llegar a una solución pacífica, aunque simultáneamente fue preparando al país para la guerra, favoreciendo la adquisición de elementos bélicos en Europa. Ante la hostilidad del Congreso que impedía una fluidez en la toma de decisiones del gobierno, los ministros solicitaron facultades extraordinarias, pedido que inicialmente contó con el apoyo de Pezet, aunque luego se retractó. Viendo que había perdido la confianza del presidente, Costas y su gabinete renunciaron, tras dos meses de ejercicio ministerial. Se inclinó luego hacia la posición de Castilla, y cuando éste fue apresado el 6 de febrero de 1865 al ser implicado en una rebelión contra el gobierno, también fue aprehendido Costas.
Superado el conflicto internacional y la crisis interna, Costas fue elegido senador por Puno, cargo que ejerció de 1868 a 1872. Se afilió al flamante Partido Civil, que en 1871 lanzó la candidatura a la presidencia de la República de Manuel Pardo, a quien acompañó como candidato a la primera vicepresidencia. Suscribió en el Senado la protesta contra la rebelión de los coroneles Gutiérrez en 1872. Tras el fin de esta sangrienta revuelta, el Congreso revisó las actas de los colegios electorales y proclamó presidente a Pardo por haber obtenido la mayoría absoluta de los votos; como primer vicepresidente fue designado Costas, y como segundo Francisco Garmendia.

## Gobierno
Manuel Pardo asumió el poder el 2 de agosto de 1872, acontecimiento que fue acompañado de celebraciones apoteósicas.
En su calidad de primer vicepresidente, Costas ejerció interinamente el Poder Ejecutivo del 28 de noviembre de 1874 al 16 de enero de 1875, cuando el presidente Pardo viajó hacia Arequipa para sofocar la sublevación del caudillo Nicolás de Piérola, llamada «Expedición del Talismán».
Terminado el periodo presidencial de Pardo en 1876, Costas se consagró a sus negocios particulares. Volvió a la vida pública durante la Guerra del Pacífico, siendo elegido senador por el departamento de Puno para el congreso reunido en Arequipa entre el 28 de abril al 20 de julio de 1883, llegando a ejercer su presidencia en 1883. Ese mismo año falleció.

## Descendencia
Formó con María Dolores Urbina su familia, que se uniría en generaciones futuras con la familia del presidente Mariano Ignacio Prado Ochoa y de su esposa María Magdalena Ugarteche Gutiérrez de Cossío, de donde descienden las familias de Prado Ugarteche - Peña Costas; von der Heyde Ugarteche, Yrigoyen von der Heyde, y Terreriros Costas.